# 이시다 바이간

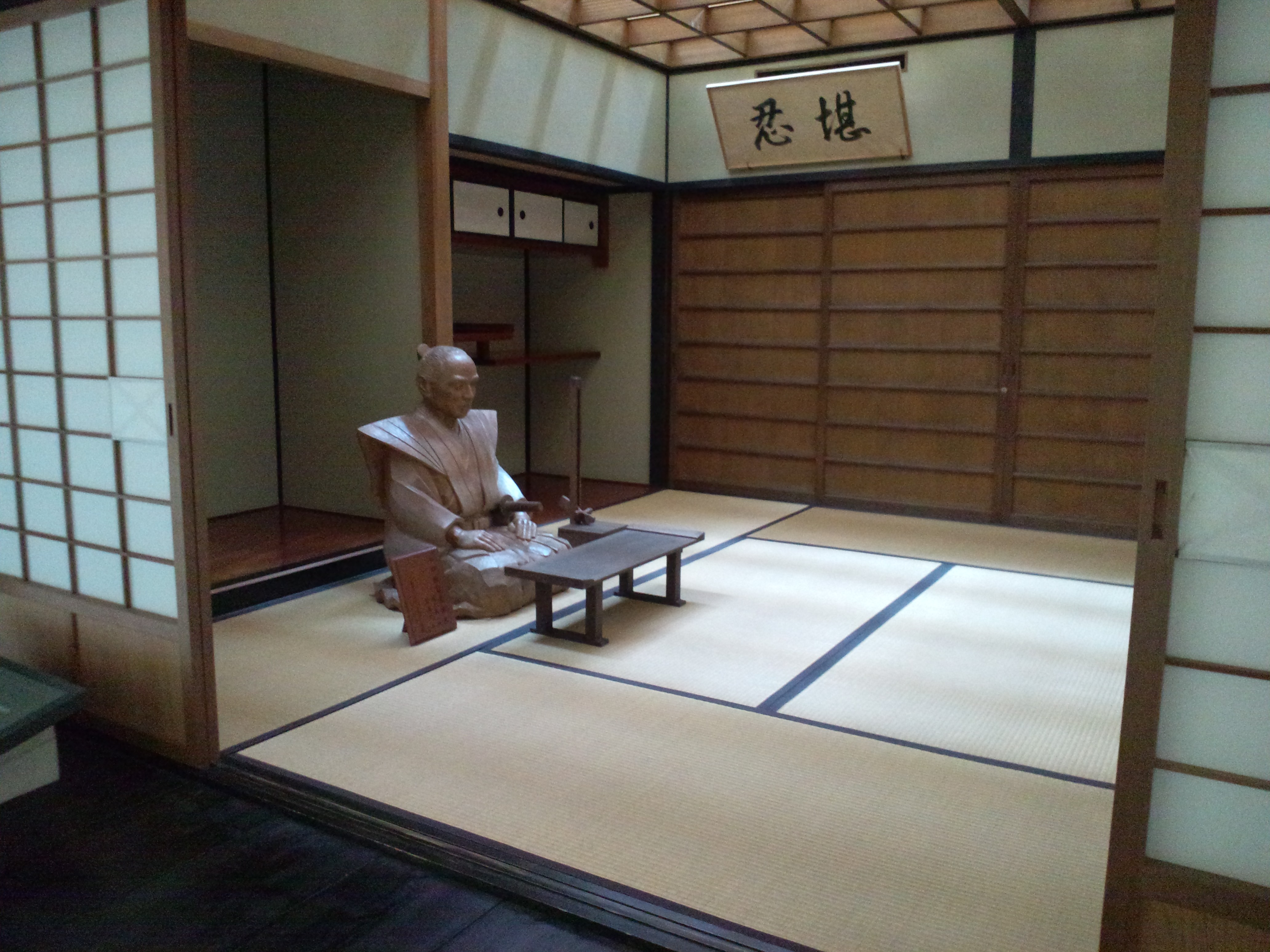
바이간 강습소의 모습

이시다 바이간(石田梅岩, 1685년 10월 12일 ~ 1744년 10월 29일)은 에도 시대의 사상가, 윤리학자이다. 석문심학을 연 사람으로 이름은 오키나가(興長), 통칭 간페이(勘平).

## 개요
단바국 구와다군(지금의 교토부 가메오카시)에서 백성의 차남으로 태어났다. 1695년 11세 때 교토의 포목상에서 도제 생활(丁稚)을 시작했지만 너무 대우가 좋지 않았기 때문에 4-5년 일했을 무렵 고향에 돌아왔다. 부모를 도와 농사를 짓다가 1707년 23세때 다시 포목점 쿠로야나기가에 들어가 도제로 일했다.
1727년에 만난 재가 불자 오구리 료운(小栗了雲)으로부터 배워 사상가의 길을 시작해 45세엔 소개도, 성별도 묻지 않는 무료 강좌를 집에서 개설했다 나중에 석문심학(石門心学)으로 알려지는 사상을 강의했다. 내용은 "학문과 마음의 진정성을 안다"「学問とは心を尽くし性を知る」는 생각을 기초로 마음과 자연이 일체되는 질서와 이치를 깨닫는 학문이다. 이시다는 스스로 유학자라 불렀고 그의 학문을 성(리)학으로 표현하는 경우도 있으나 보통은 심학으로 부르고 있다. 60세로 죽었다.
주요 저서로 도비문답『都鄙問答』 검약제가론『倹約斉家論』이 있고 사후 제자들이 엮은 이시다 선생 어록石田先生語録이 있다.
가메오카시에 이시다 바이간을 기념하는 바이간 강습소(梅岩塾)가 있고 사카이구의 菅原神社에 이시다의 좌상이 있다. 가메오카역에도 새로 만들어진 좌상이 있다. 가메오카시의 초등학교(亀岡市立東別院小学校)에는 흉상이 있다.
2011년 이시다를 형상화한 마스코트 캐릭터 심학군「しんがくん」이 만들어졌다.

## 석문심학의 영향
이시다 사상의 근저에는 성리학의 흐름에 놓인 천명론이 있다. 이시다에게 영향을 준 鈴木正三의 직분설(職分説)이 사농공상의 직업관속에서 상업의 의미를 제대로 설명해내지 못했던 것에 비해 이시다는 상인으로 오래 일했기 때문에 상업의 본질을 잘 알았다. 상업의 본질은 교환/중개업이고 그 중요성은 다른 직업들에 비해 결코 떨어지지 않는다.「商業の本質は交換の仲介業であり、その重要性は他の職分に何ら劣るものではない」고 설명하여 상인들의 지지를 얻었다. 전성기엔 제자가 400명까지 되었다. 알려진 인물들은 다음과 같다.
- 테지마 도안(手島堵庵)（1718年～1786年）: 좌담수필의 저자
- 나카자와 도니(中沢道二) : 마쓰다이라 사다노부를 심학에 입문시킴
- 후세 쇼오(布施松翁)（1725年～1784年）: 「松翁道話」의 저자
- 시바타 규오(柴田鳩翁)（1783年～1839年）: 심학강의의 최고봉이라는 평가를 받는「鳩翁道話」의 저자
- 사이토 젠몬(斎藤全門), 오시마 우린(大島有隣), 오쿠다 라이조(奥田頼杖) 등

메이지 시대 이후 심학의 영향을 받았다고 알려진 인물 중에선 노마 세이지(野間清治)가 대표적이다. 검약과 부의 축적을 천명으로 삼아 실천한다는 생각은 로버트 벨라가 일본판 칼뱅주의 상업관으로 포장하기도 했으며 일본의 산업혁명을 이끈 주요 윤리관이 되었다.
1970년대부터 환경문제에 관심이 커지고 기업들의 환경범죄가 늘어나면서 기업의 사회적 책임(CSR, Corporate Social Responsibility)이 서구권에서 활발히 논의되기 시작했다. 이시다 바이간은 이중으로 이득을 취하는 것은 달콤한 독을 마시는 것과 같아 스스로를 죽음으로 몰아간다「二重の利を取り、甘き毒を喰ひ、自死するやうなこと多かるべし」라거나 진짜 상인은 타인을 먼저 세우고 자신도 똑바로 서는 것을 생각한다「実の商人は、先も立、我も立つことを思うなり」처럼 쉬운 말로 기업의 사회적 책임을 표현해냈다. 이런 이시다 사상은 오우미 상인近江商人들의 삼면이 좋다「三方よし」사상과 함께 일찍부터 기업의 사회적 책임을 고민한 것으로 재평가되고 있다. 이 사상은 기업의 영리활동을 부정하지 않으면서 지속가능한 사업발전의 관점으로 사회적 책임을 다하라는 것이며 기부나 원조처럼 본업 이외의 사회공헌을 강조한 서구의 사회적 책임론과는 조금 다르다.
마쓰시타 고노스케가 이시다 바이간에 심취했다는 속설이 있지만 관련자들은 마쓰시타가 이시다 바이간을 언급한 적이 없거나 아예 몰랐을 것이라고 보고있다. 기업인 중에서는 스미토모의 오구라 마사츠네(小倉正恒)가 석문심학회 회장을 맡은 바 있다.

## 인물, 발언
- 워낙 도리를 중시하는 원리주의자여서 어릴때부터 친구들에게 미움받는 등 반골 기질이 있었다[6] . 나는 어릴때부터 따지기를 좋아해서 친구들에게 미움을 받았지만 14-5세때 문득 그런 성격을 깨닫고 이래서는 안된다 생각했다.[7]
- 재야 학자인 이시다를 배운게 없으면서 문자쓴다고 비판한 사람들에게 통렬하게 답했다. 문자가 없었던 시절이라고 충효가 없고 성인이 없었단 말인가. 성인의 학문을 하는데에 있어 문자라는 것은 지엽적인 것임을 알아야 한다. 「文字がなかった昔に、忠孝はなく、聖人はいなかったとでもいうのか。聖人の学問は行いを本とし、文字は枝葉なることを知るべし」 스스로 덕에 이르는 길을 실천하지 않고 문자에 집착하는 자들은 문자기생이라고 불러도 좋겠다「文字芸者という者なり」고 답했다.[8]
- 조닌의 유흥문화에는 비판적이었으나 사교를 위한 기예는 인정했다.[9] .
- 사무라이를 농공상의 머리라고 하여 봉건적 신분제나 직업관을 인정했지만 어디에서 태어나더라도 사람에겐 변화란건 있기 마련이다「下々に生まるればとて人に変わりのあるべきや」라고 말하며 서민들 사이에서는 위아래 없이 대등하다고 했다. 또 정치적인 관점이 아니라 사회에서의 직업인으로 본다면 사무라이나 상인이나 대등할 수 있다고도 했다[10]

## 참고 문헌
- 石川謙『石門心学史の研究』岩波書店、1942年
- 石田梅岩『都鄙問答』岩波文庫、1935年 ISBN 978-4-00-330111-1
- 石川謙『石田梅岩と「都鄙問答」』岩波新書、1968年
- 加藤周一編『日本の名著18 富永仲基 石田梅岩』中央公論社、1972年
- 柴田實監修・森田芳雄著『倹約斉家論のすすめ』 河出書房新社、1991年 ISBN 978-4-309-24120-3
- 柴田實編『石田梅岩全集』全2巻 清文堂出版、1994年 ISBN 978-4-7924-0401-7
- 寺田一清『石田梅岩に学ぶ〜日常凡事に心を尽くす』致知出版社、1998年 ISBN 978-4-88474-546-2
- 平田雅彦『企業倫理とは何か〜石田梅岩に学ぶCSRの精神』PHP新書、2005年 ISBN 978-4-569-64214-7
- 山本七平『日本資本主義の精神』（ビジネス社）ISBN 4-8284-1266-2
- 森田健司『石門心学と近代―思想史学からの近接―』八千代出版、2012年 ISBN 978-4-8429-1576-0
- 森田健司『石田梅岩　峻厳なる町人道徳家の孤影』かもがわ出版、2015年 ISBN 978-4-7803-0768-9
- 森田健司『なぜ名経営者は石田梅岩に学ぶのか?』ディスカヴァー・トゥエンティワン、2015年 ISBN 978-4-7993-1777-8